# 澳門鏡湖護理學院

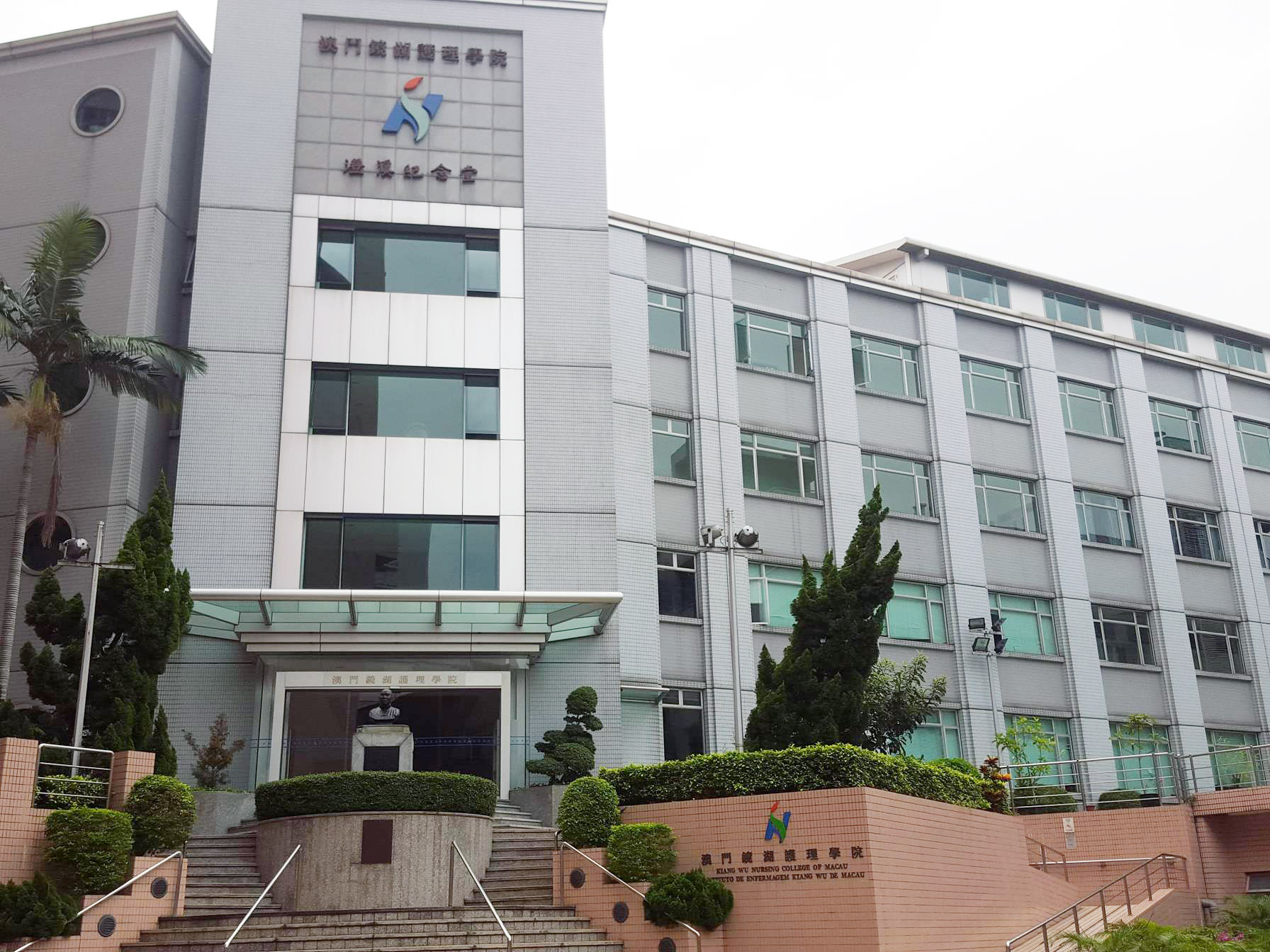
鏡湖護理學院

澳門鏡湖護理學院（葡萄牙語：Instituto de Enfermagem Kiang Wu de Macau），前身為鏡湖護士助產學校，於1923年成立，是澳門其中一所護理學院。

## 沿革
- 1923年：鏡湖護士助產學校在澳門成立。[3]
- 1945年秋：柯麟就任學校校長。
- 1956年：何添及何賢捐資興建“澄溪紀念堂”作為學校校址，一直沿用至今。
- 1994年：鏡湖護士助產學校的學歷獲澳門政府認可。[4]
- 1997年：學校接受澳門政府的第一次學術評審。
- 1999年11月5日：學校正式獲澳門政府批准開辦「高等護理專科課程」。[5]
- 1999年11月16日：澳門政府批准鏡湖護士助產學校升格為澳門鏡湖護理學院。[6]
- 2002年8月27日：學院獲澳門政府批准開辦「護理學學士學位課程」。[7]
- 2001年11月：學院創辦《澳門護理雜誌》。
- 2002年12月：學校接受澳門政府的第二次學術評審。
- 2004年9月：學院創辦《康護之聲》。
- 2005年7月：由學院培訓的首屆「護理學學士學位課程」學生畢業。

## 新校址
澳門鏡湖護理學院新校址位於離島醫療綜合體，由澳門特區政府全資助建設並交由鏡湖慈善會管理及由本學院使用於作護理及健康科學人才培養之用，計劃於2017至2019年內落成。新校址的總建築面積約33,400平方米，是現時兩校址總面積的4倍，背靠石排灣社區。
新校址設計共19個平面，內含3個地庫停車場。為配合學院和課程的發展，以及學生的所需，分別擴大和增加不同的科室和功能室，增加不同的設施和設備。包括︰擴大圖書館和護理及健康教研中心，擴大和增加不同專科的護理實驗室、教室、輔導室、討論室、靈修室、信息中心、育仁中心、活動中心、會議中心、基礎醫學實驗室、專業才能培訓中心、OSCA考場、學生及教師宿舍等。
2021年1月14日，政府最近與鏡湖會議時提到因考慮到疫情等因素，政府決定暫時中止學院搬遷計劃，對新校舍或有其他用途。衛生局回覆傳媒查詢時表示，特區政府重視護理教育發展，期望更充分利用離島醫療綜合體的護理教學大樓，達至更大的效能，發揮更好的作用，就更大程度發展作出檢視及部署。
2022年8月18日起，學院正式遷往至離島醫療綜合體校址。2023年3月25日舉行啟用儀式。

## 課程
| 課程名稱               | 學習時間 | 最長年限 | 學習方式      | 頒發學位         |
| ---------------------- | -------- | -------- | ------------- | ---------------- |
| 護理學學士學位課程     | 4年      | 7年      | 全日制        | 護理學學士       |
| 護理學學士學位補充課程 | 2年      | 3年      | 全日制        | 護理學學士       |
| 護理學專科深造課程     | 2年      |          | 兼讀          | 高級護理深造文憑 |
| 護理學碩士學位課程     | 2年      | 3.5年    | 全日制 (夜間) | 護理學碩士       |
| 應用老年學證書課程     | 10個月   |          | 兼讀          |                  |

## 外部連結
- 官方网站
- 澳門鏡湖護理學院的Facebook專頁
- 澳門鏡湖護理學院的Instagram帳戶